# Rabinal
Rabinal é uma cidade da Guatemala do departamento de Baja Verapaz.